# Robbie France
Robbie France (* 5. Dezember 1959 in Sheffield, England; † 14. Januar 2012 in Mazarrón, Spanien) war ein britischer Schlagzeuger, der unter anderem in den Bands Diamond Head, UFO, Ellis, Beggs & Howard, Wishbone Ash, Skunk Anansie und Alphaville aktiv war.

## Biografie
France, der seine Jugend in Australien verbracht und dort in diversen Bands gespielt hatte, schloss sich 1983 nach seiner Rückkehr nach England der NWoBHM-Band Diamond Head an. Er spielte einige Lieder des Albums Canterbury ein, nachdem der bisherige Schlagzeuger Duncan Scott die Band während der Aufnahmen zum Album verlassen hatte. Nachdem sich Diamon Head 1985 auflösten, trat France für einige Monate der Band UFO bei. 1986 gründete er seine eigene Band One Nation und begann professionellen Schlagzeugunterricht zu geben, bald hatte er auch eine regelmäßige Kolumne im Fachmagazin Rhythm. 
1987 schloss er sich Ellis, Beggs & Howard an. Die Formation hatte mit ihrer Debüt-Single Big bubbles, no troubles vor allem Erfolg auf dem europäischen Festland. Der Erfolg in England und mit ihrem Debüt-Album Homelands blieb jedoch aus, so dass sich die Gruppe noch während der 1989 begonnenen Aufnahmen zum zweiten Album auflöste.
Frances wurde daraufhin Mitglied von Wishbone Ash, mit denen er im Herbst 1990 tourte und auf dem Album Strange Affair für drei Lieder die Schlagzeugspuren einspielte.
1994 kontaktierte ihn Richard Keith Lewis, um eine neue Band zu gründen. Dieses Projekt wurde schließlich zur Band Skunk Anansie und France spielte auf dem Debütalbum Paranoid And Sunburnt. Kurze Zeit später wechselte er zu Alphaville, mit denen er tourte und Musik aufnahm. 
Am 22. Juni 1996 verletzte er sich an der Achillessehne und musste aufgrund schwerer Komplikationen nach der darauffolgenden Operation seine Karriere als professioneller Musiker beenden.
Im Jahr 2011 erschien sein erster Roman Six Degrees South. France starb am 14. Januar 2012 mit 52 Jahren an den Folgen eines geplatzten Blutgefäßes.

## Diskografie
Auswahl; nur Studioalben
Mit Diamond Head
- 1983: Canterbury

Mit Ellis, Beggs & Howard
- 1988: Homelands

Mit Wishbone Ash
- 1991: Strange Affair

Mit Skunk Anansie
- 1995: Paranoid And Sunburnt